# Йиржиго з Подебрад
«Йиржиго з Подебрад» (чеш. Jiřího z Poděbrad) — станция пражского метрополитена. Расположена на Линии А между станциями «Намести Миру» и «Флора».

## История
Открыта 19 декабря 1980 года в составе второго пускового участка линии А «Náměstí Míru - Želivského». Названа по расположению на площади Йиржи из Подебрад. На строительство станции было потрачено 264 миллиона чехословацких крон.
В 2001 году на станции произошёл пожар. В 1990-х годах архитектура станции (как и многих других станций в Праге) была испорчена появлением рекламных щитов и экранов. В 2008 году было заменено освещение платформ.
С 14 января по 2 ноября 2023 года станция была закрыта на реконструкцию и строительство лифтовых шахт. Плитка, освещение и эскалаторы были полностью заменены. Было потрачено около 1,3 млрд крон. Лифты введут в 2024 году

## Интересные места рядом со станцией
На площади, где располагается вход на станцию, находится Церковь Пресвятого Сердца Господня на Виноградах. В нескольких сотнях метров находится Жижковская телевизионная башня, которая является самым высоким сооружением на территории Чехии.

## Характеристика станции
Йиржиго з Подебрад — пилонная трёхсводчатая станция глубокого заложения с укороченным центральным нефом и семью проходами на платформу. На станции работают два эскалатора. Длина станции — 107 м, глубина заложения — 45 м. Единственный выход со станции ведёт в подземный вестибюль. 

## Фотографии

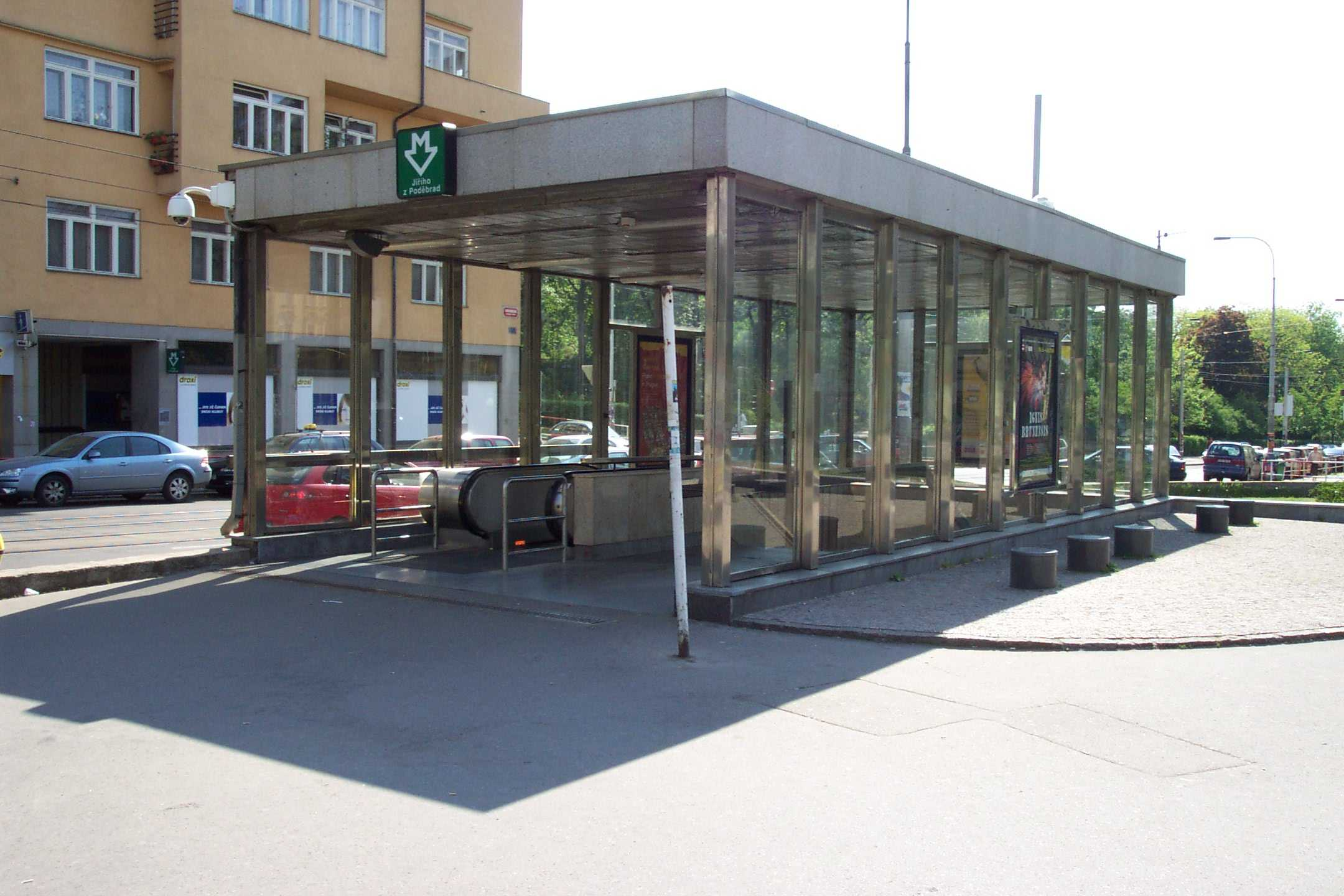
Вход на станцию
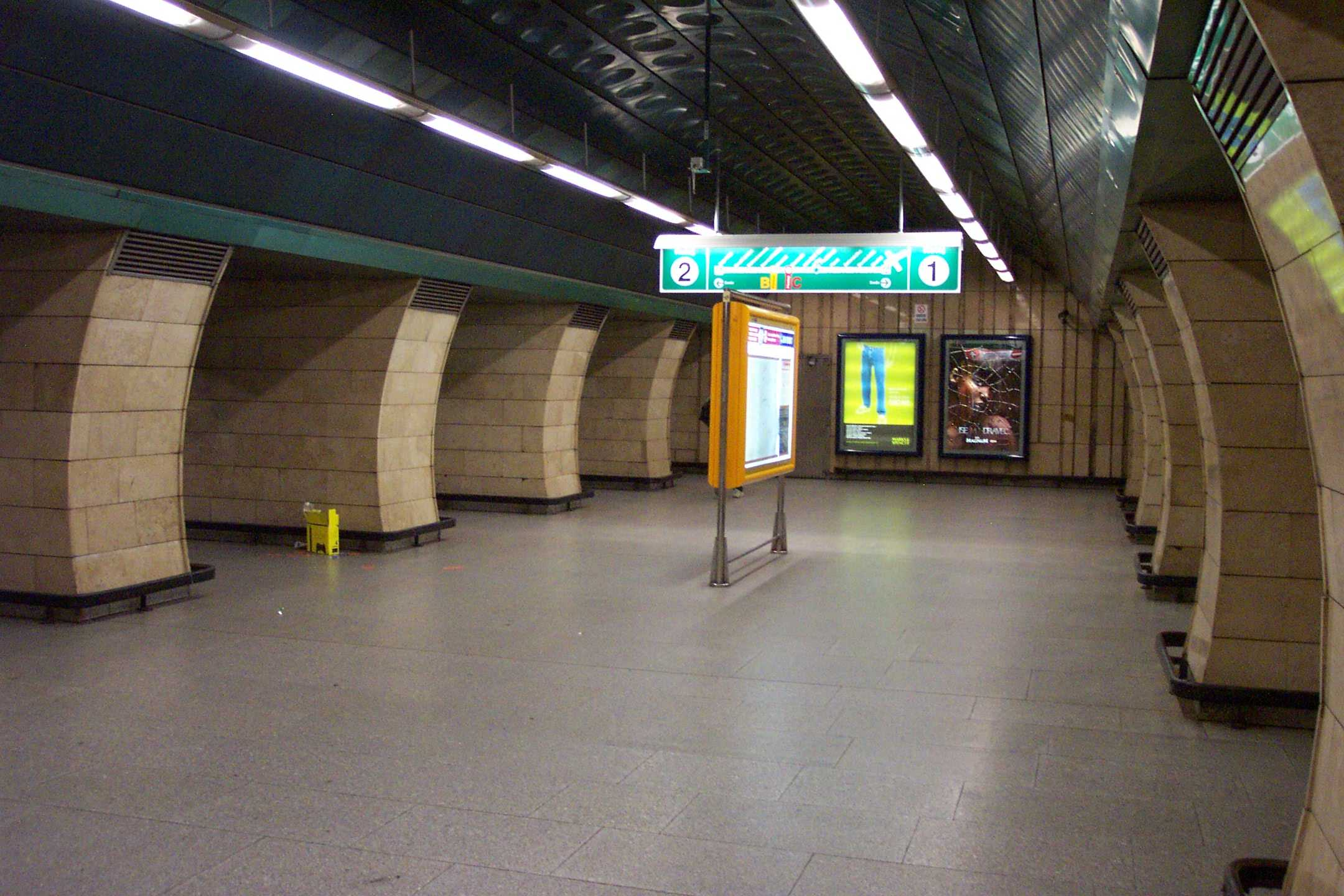
Главный проход
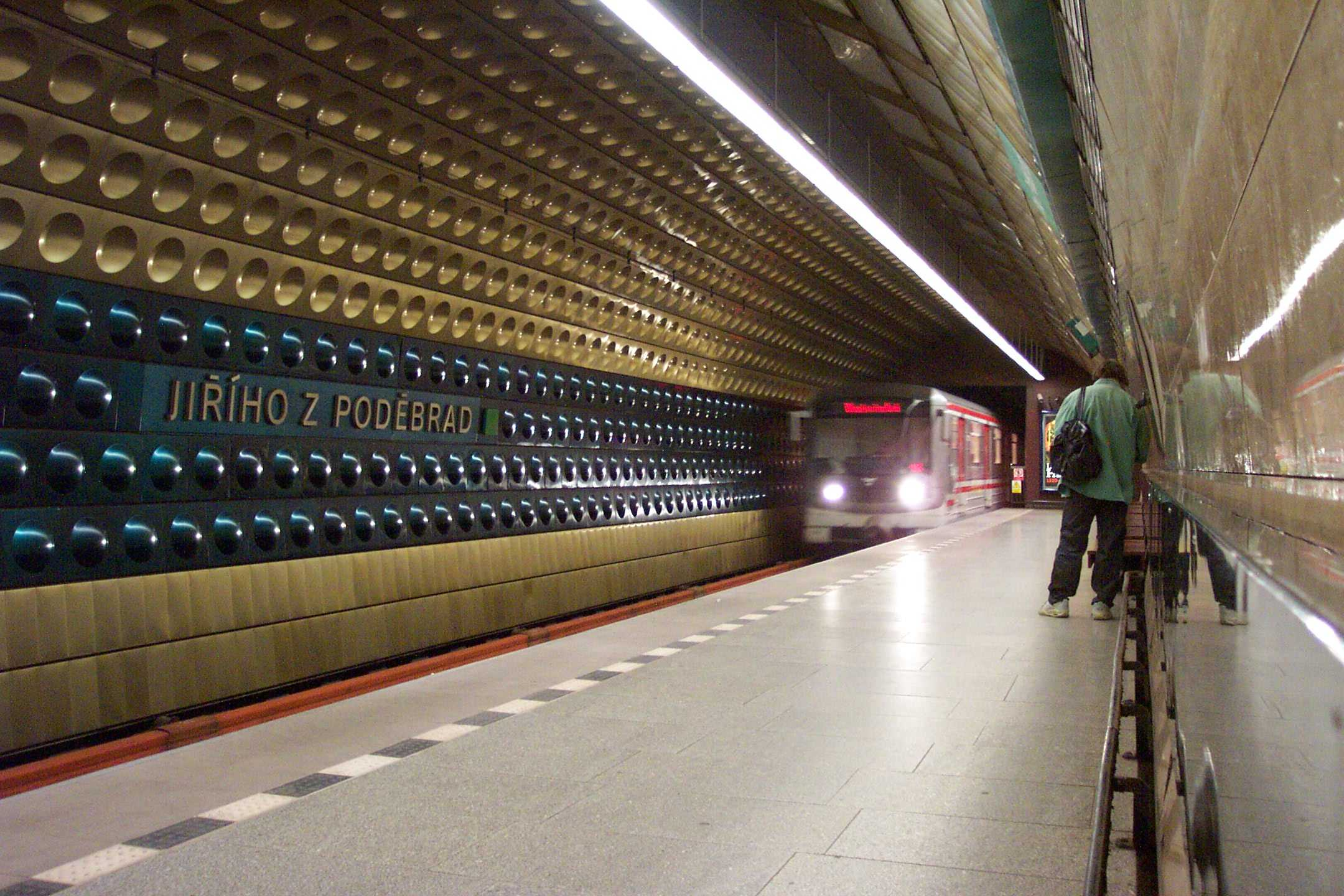
Поезд на станции
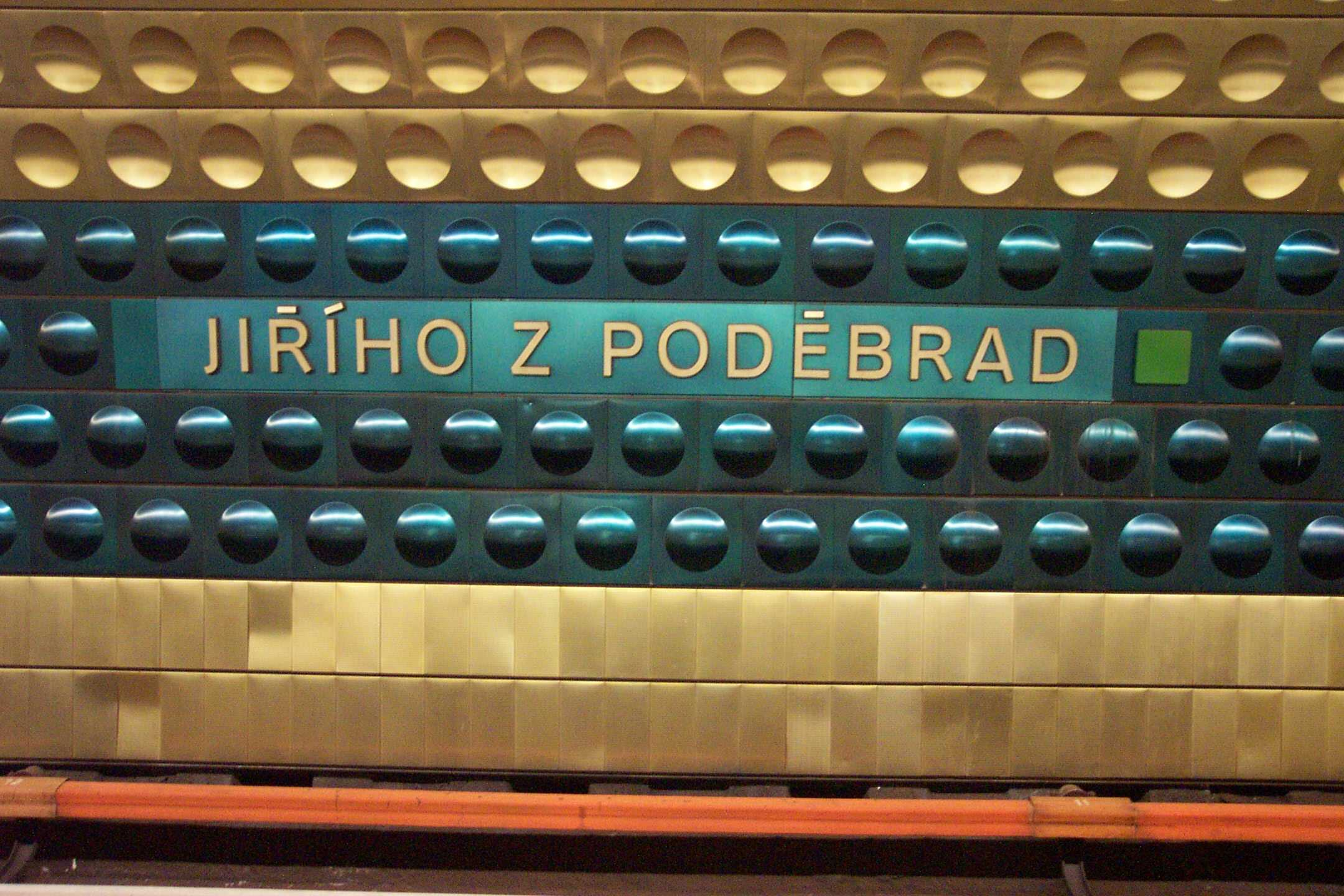
Табличка с названием станции
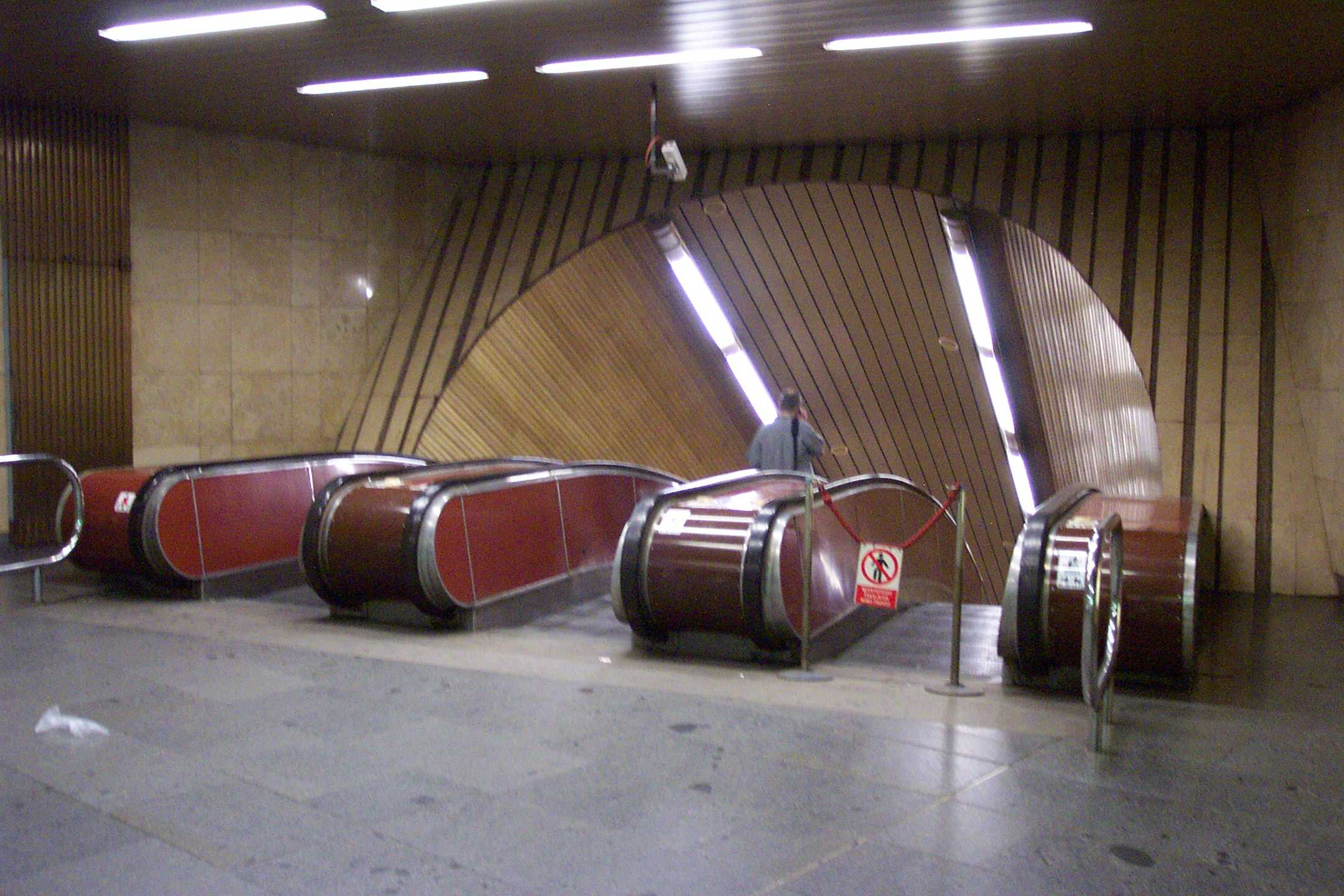
Эскалаторы
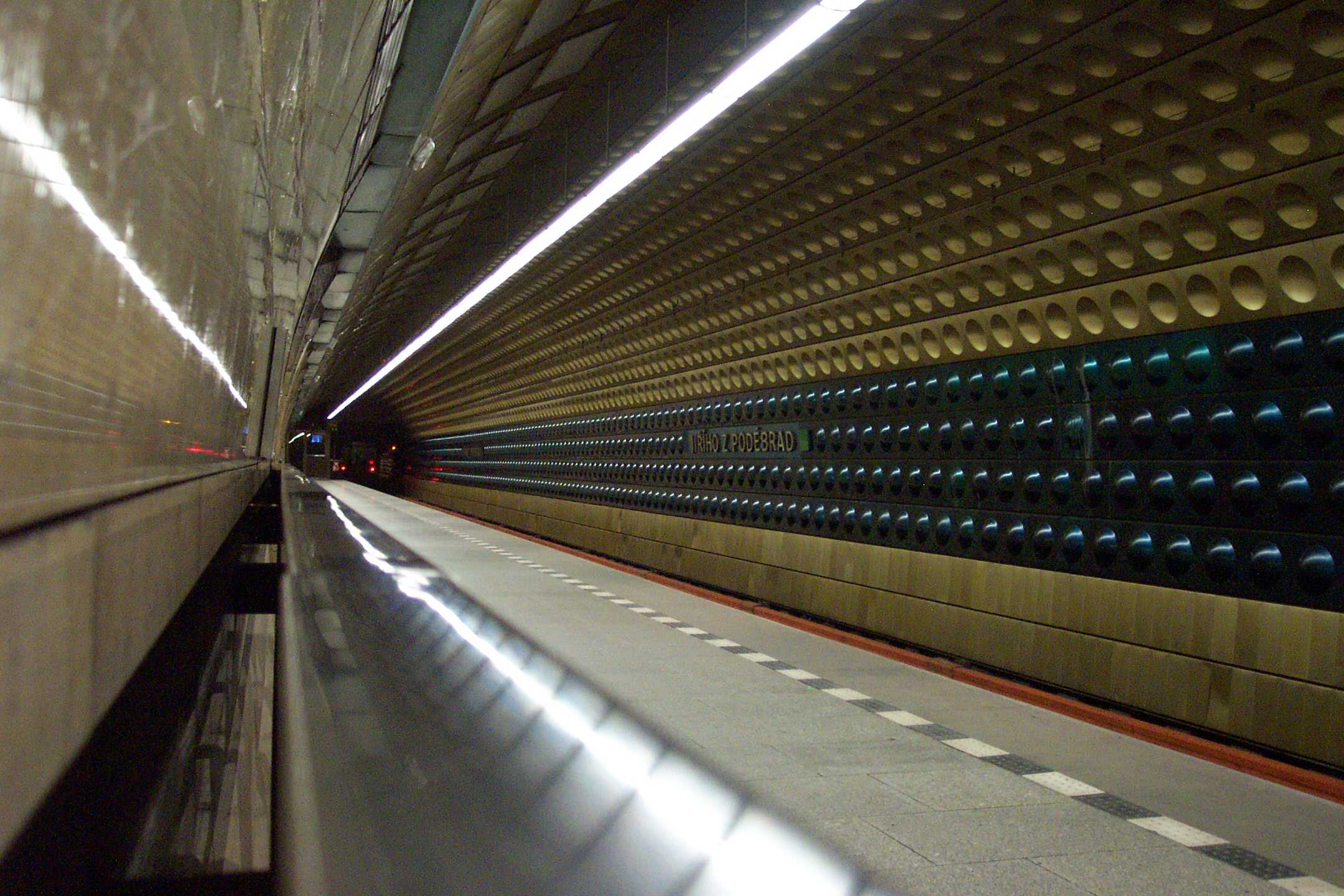
Платформа
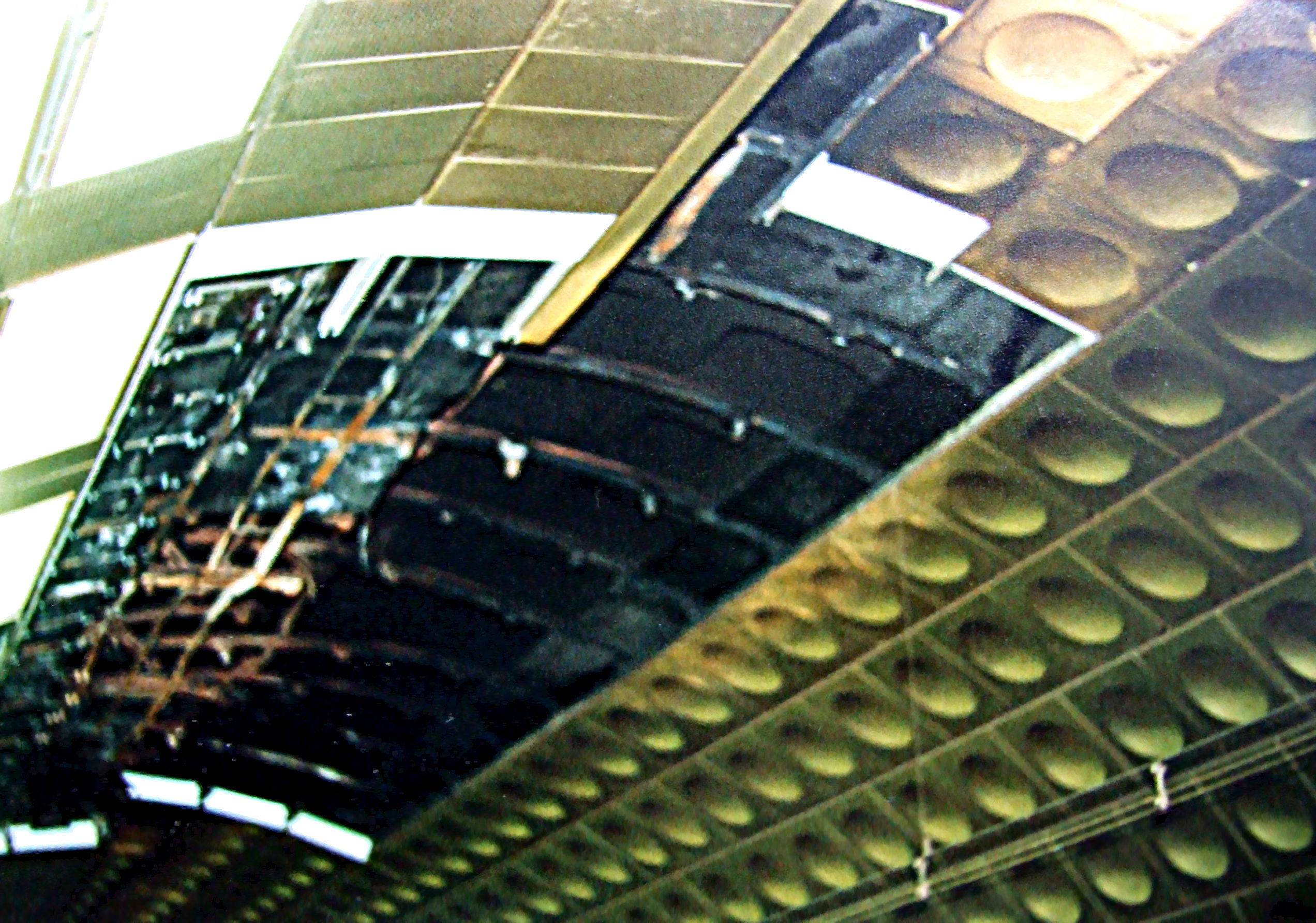
Станция после пожара (2001 год)